# 코메디닷컴
코메디닷컴은 2007년 6월 서비스를 시작한 건강·의료 포털 사이트이다. 2006년 9월 이성주 전 동아일보 의료팀장이 분야별 명의 120명을 자문의사로 위촉해 설립한 코리아메디케어가 운영하고 있으며, 의료 전문가와 일반인의 참여와 소통을 통해 콘텐츠를 생산하고 있다. ‘건강을 위한 정직한 지식’을 표방하고 있으며 스위스에 본부가 있는 국제적인 의료정보 인증기관인 혼코드(HONcode)로부터 한국 최초로 인증을 받았다. 현재 “최신 건강의학뉴스”,“이성주의 건강편지”, “전문가와 환자가 선정한 질병별 최고의사”, “의사,병원 평가”, “자가 증세 체크” 등의 서비스를 제공하고 있다.

## 같이 보기
- 속삭닷컴